# Arquebisbat de Granada
L'arquebisbat de Granada és una seu metropolitana de l'Església catòlica. Va ser elevada al rang d'arquebisbat el 1942, i actualment compta amb les seus sufragànies d'Almeria, Cartagena, Guadix, Jaen i Màlaga. Actualment és regida per l'arquebisbe Francisco Javier Martínez Fernández.

## Territori
L'arquebisbat comprèn la part sud-occidental de la província de Granada. La resta de la província pertany al bisbat de Guadix.
La seu episcopal està a la ciutat de Granada, on es troba la catedral de l'Encarnació.
El territori està dividit en 267 parròquies.

## Història
El bisbat de Granada s'erigí el 10 de desembre de 1492, molt poc després de la conquesta de la ciutat als musulmans. Anteriorment hi havia hagut alguns bisbes titulars de Granada.
El 1563 s'instituí el seminari diocesà, dedicat a sant Cecili, en convertir un col·legi eclesiàstic ja existent.
Durant els segles xviii i xix la vida de l'arquebisbat patí greus repercussions a causa de la situació política hostil vers l'Església. La invasió napoleònica provocà greus danys al patrimoni artístic dels edificis de culte. La supressió dels ordes religiosos comportà l'abandonament dels monestirs i dels convents; i, finalment, les desamortitzacions van minar les rendes econòmiques de l'arquebisbat.

## Titulars de la seu de Granada

### Bisbes de Granada
- Gonzalo de Valbuena, O.F.M. † (1437-1442)
- Juan de Haterano, O.F.M. † (19 dicembre (1442)
- Diego de Guadalajara, O.P. † (1447)
- Francisco de Lausana (1451-1461)
- Hernando de Castilla, O.S.B. (1473)
- Juan de Pastor (1479)

### Arquebisbes de Granada
- Hernando de Talavera, O.S.H. (1493-1507)
- Antonio de Rojas Manrique (1507-1524, nomenat patriarca de les Índies Occidentals)
- Francisco Herrera Ruesta (1524)
- Pedro Portocarrero (1525-1526)
- Pedro Ramírez de Alba, O.S.H. (1526-1528)
- Gaspar Ávalos de la Cueva (1528-1542, nomenat arquebisbe de Santiago de Compostel·la)
- Fernando Niño (1542-1546, nomenat patriarca de les Índies Occidentals)
- Pedro Guerrero Logroño (1546-1576)
- Juan Méndez de Salvatierra (1577-1588)
- Pedro Castro Quiñones (1589-1610 nomenat arquebisbe de Sevilla)
- Pedro González de Mendoza, O.F.M. (1610-1616, nomenat arquebisbe de Saragossa)
- Felipe Tassis de Acuña, O.S. (1616-1620)
- Garcerán Albañell (1620-1626)
- Agustín Spínola Basadone (1626-1630, nomenat arquebisbe de Santiago de Compostel·la)
- Miguel Santos de Sanpedro (1630-1631)
- Fernando Valdés Llano (1633-1639)
- Martín Carrillo Alderete (1641-1653)
- Antonio Calderón (1654)
- José Argáiz Pérez (1654-1667)
- Diego Escolano y Ledesma (1668-1672)
- Francisco de Rois y Mendoza, O.Cist. (1673-1677)
- Alonso Bernardo de Ríos y Guzmán, O.SS.T. (1677-1692)
- Martín Ascargorta (1693-1719)
- Francisco Eustaquio Perea Porras (1720-1723)
- Felipe de los Tueros Huerta (1734-1751)
- Onésimo Salamanca Zaldívar (1752-1757, nomenat arquebisbe de Burgos)
- Pedro Antonio de Barroeta Ángel (1757-1775)
- Antonio Jorge y Galván (1776-1787)
- Basilio Tomás Sancho Hernando, Sch.P. (1787-1787)
- Juan Manuel Moscoso y Peralta (1789-1811)
- Blas Joaquín Álvarez Palma (1814-1837)
- Seu vacant (1837-1848)[1]
- Luis Antonio Folgueras Sión (1848-1850)
- Salvador José Reyes García de Lara (1851-1865)
- Bienvenudo Monzón y Martín (1866-1885, nomenat arquebisbe de Sevilla)
- José Moreno y Mazón (1885-1905)
- José Meseguer y Costa (1905-1920)
- Vicente Casanova y Marzol (1921-1930)
- Seu vacant (1930-1934)
- Agustín Parrado y García (1934-1946)
- Balbino Santos y Olivera (1946-1953)
- Rafael García y García de Castro (1953-1974)
- Emilio Benavent Escuín (1974-1977, nomenat aqrquebisbe castrense)
- José Méndez Asensio (1978-1996)
- Antonio Cañizares Llovera (1996-2002, nomenat arquebisbe de Toledo)
- Francisco Javier Martínez Fernández, (2003-)

## Estadístiques
| any                                        | població | població | població | sacerdots | sacerdots       | sacerdots       | sacerdots             | diàques | religiosos | religiosos | parroquies |
| ------------------------------------------ | -------- | -------- | -------- | --------- | --------------- | --------------- | --------------------- | ------- | ---------- | ---------- | ---------- |
| any                                        | batejats | total    | %        | total     | clergat secular | clergat regular | batejats por sacerdot | diàques | homes      | dones      |            |
| 1950                                       | 680.000  | 682.000  | 99,7     | 232       | 98              | 421             | 1.615                 |         | 258        | 1.440      | 254        |
| 1970                                       | 620.000  | 620.342  | 99,9     | 337       | 240             | 577             | 1.074                 |         | 545        | 1.668      | 234        |
| 1980                                       | 631.000  | 638.800  | 98,8     | 231       | 198             | 429             | 1.470                 |         | 455        | 1.902      | 258        |
| 1990                                       | 640.000  | 673.000  | 95,1     | 263       | 170             | 433             | 1.478                 |         | 318        | 966        | 257        |
| 1999                                       | 660.500  | 694.269  | 95,1     | 267       | 182             | 449             | 1.471                 | 1       | 304        | 1.402      | 264        |
| 2000                                       | 661.000  | 693.900  | 95,3     | 273       | 180             | 453             | 1.479                 | 2       | 295        | 1.410      | 264        |
| 2001                                       | 674.828  | 693.900  | 97,3     | 277       | 180             | 457             | 1.476                 | 2       | 291        | 1.420      | 264        |
| 2002                                       | 674.828  | 693.900  | 97,3     | 279       | 192             | 471             | 1.432                 | 1       | 353        | 1.623      | 264        |
| 2003                                       | 675.115  | 693.900  | 97,3     | 285       | 143             | 428             | 1.577                 | 1       | 275        | 1.610      | 265        |
| 2004                                       | 679.845  | 706.896  | 96,2     | 278       | 140             | 418             | 1.626                 | 1       | 217        | 1.259      | 266        |
| 2006                                       | 743.530  | 860.898  | 86,4     | 282       | 136             | 418             | 1.778                 | 1       | 256        | 1.265      | 267        |
| Font:The Hierarchy of the Catholic Church. |          |          |          |           |                 |                 |                       |         |            |            |            |